# Gnophomyia vanitas
Gnophomyia vanitas là một loài ruồi trong họ Limoniidae. Chúng phân bố ở miền Ấn Độ - Mã Lai.